# Perissus paulonotatus
Perissus paulonotatus är en skalbaggsart som först beskrevs av Maurice Pic 1902.  Perissus paulonotatus ingår i släktet Perissus och familjen långhorningar. Inga underarter finns listade i Catalogue of Life.